# Sophie von Weiler
Sophie Pauline von Weiler (ur. 24 grudnia 1958 w ’s-Hertogenbosch) – holenderska hokeistka na trawie. Dwukrotna medalistka olimpijska.
W reprezentacji Holandii debiutowała w 1978. Brała udział w dwóch igrzyskach (IO 84, IO 88), na obu zdobywając medale: złoto w 1984 i brąz cztery lata później. Występowała w ataku. Z kadrą brała udział m.in. w mistrzostwach świata w 1981 (srebro), 1983 i 1986 (tytuły mistrzowskie) oraz kilku turniejach Champions Trophy i mistrzostw Europy (tytuły mistrzowskie w 1984 i 1987). Łącznie w kadrze rozegrała 119 spotkań (69 trafień), karierę zakończyła po swoich drugich igrzyskach.